# Stuntman: Ignition
Stuntman: Ignition – sequel samochodowej gry akcji, stworzona została przez firmę Paradigm Entertainment. Grę wydano na konsolę PlayStation 2, 28 sierpnia 2007 roku na świecie oraz w Stanach Zjednoczonych, w Europie gra ukazała się 31 sierpnia 2007 roku oraz 13 września 2007 roku w Polsce. Na PlayStation 3 wydano, 17 września 2007 roku na świecie oraz w Stanach Zjednoczonych, w Europie gra ukazała się 28 września 2007 roku oraz 8 listopada 2007 roku w Polsce. Na konsolę Xbox 360 gra ukazała się 28 sierpnia 2007 roku na świecie oraz w Stanach Zjednoczonych, 31 sierpnia 2007 roku w Europie, 4 października w Polsce.

## Rozgrywka
Stuntman: Ignition jest sequelem gry Stuntman. Gracz wciela się w postać kaskadera filmowego. W grze zostało zawartych 30 misji pogrupowanych w sześć epizodów fabularnych. Każdy z epizodów odpowiada konkretnemu filmowi. Obniżono stopień trudności gry. Niektóre ewolucje łączone są w efektowne kombinacje, owocujące to otrzymaniem uznania od wirtualnego reżysera.